# Col·lectiu de Transsexuals de Catalunya
El Col·lectiu de Transsexuals de Catalunya és una ONG fundada l'any 1992 que treballa per defensar els drets polítics dels transsexuals, combatre la seva discriminació social, ajudar-los en la vida quotidiana i contribuir al reconeixement i dignificació de la transsexualitat. Algunes de les seves reclamacions més destacades són la regulació de la transsexualitat a les presons.
L'assassinat d'una transsexual, coneguda amb el nom de Sònia, al Parc de la Ciutadella l'any 1991, perpetrat per un grup de skinheads, va ser el detonant perquè un grup de persones transsexuals decidissin organitzar-se en col·lectiu, per tal de defensar els seus drets. Aquesta reunió va donar lloc al naixement del Col·lecitiu de Transsexuals de Catalunya, associació que, durant els primers anys de vida, es va dedicar a denunciar públicament la situació discriminatòria que patia el col·lectiu. Una de les seves fundadores fou Beatriz Espejo.

## Història
L'únic col·lectiu de transsexuals a l'estat espanyol fins a la dècada de 1990 és Transexualia.
És arran de l'assassinat de la transsexual Sònia a mans d'un grup de joves d'ideologia neonazi a finals de l'any 1991, i la persecució de les treballadores del sexe a la zona del Camp Nou per part de l'Ajuntament de Barcelona durant les Olimpíades de Barcelona'92, juntament amb els problemes legals a què s'enfrontaven, que un grup de persones transsexuals decideix unir-se i crear un grup amb la finalitat de reivindicar els seus drets i lluitar contra la discriminació des de la implicació de les persones directament afectades; neix així el Col·lectiu de Transsexuals de Catalunya -CTC-, primer col·lectiu de transsexuals amb base a Catalunya.
El col·lectiu, que englobava diverses persones transsexuals, va ser creat per Beatriz Espejo, que passaria a ser la seva secretària.

### Accions
El CTC va tenir una intensa activitat política mitjançant els seus contactes amb institucions i partits polítics. Els objectius del CTC eren aconseguir el dret al canvi de nom registral de manera lliure, l'eliminació del sexe en el DNI i la possibilitat de canviar el sexe en el registre sense que fos necessària la cirurgia de reassignació sexual.
Durant un període, el CTC va publicar BSTc, un revista que incloïa informació sobre la transsexualitat, articles d'opinió, entrevistes, estudis mèdics, informació sobre propostes de llei, etc. En el seu primer número, corresponent a setembre-novembre de 1999, publicava la proposició de Llei sobre el dret a la identitat sexual del PSOE.
El CTC va tenir també un paper important en la creació de la primera federació de col·lectius transsexuals de l'estat espanyol, i també va participar en la creació de l'Associació d'Investigació i Suport de la Identitat i Orientació Sexual (AISIOS), que tenia l'objectiu de facilitar informació sobre sexualitat i identitat sexual.
Des del seu inici el CTC hi havia una presència important de dones trans i sovint, també, hi havien homes trans que s'hi acostaven a la cerca, fonamentalment, d'informació i companyia d'altres homes trans, però que no acababen de trobar el seu propi espai. Per aquest motiu, al voltant de l'any 2000, un grup d'homes trans decideixen crear un grup propi per a homes trans que, inicialment no volia perdre la vinculació amb el propi CTC, però que amb el temps, si que es perdria i es constituiria el Grup de Transsexuals Masculins de Barcelona (GTMB) un temps després. De fet, formalment va ser el primer grup constituit d'homes trans de Catalunya i de l'Estat Espanyol.

### El cas de la transsexual Sònia
El 1991, la transsexual Sonia Rescalvo Zafra és assassinada al parc de la Ciutadella per un grup de skinheads. És arran d'aquests fets, entre d'altres, que es forma l'associació, i s'involucra en el cas.
La mort de la Sònia és un punt d'inflexió, ja que abans del seu assassinat mai ningú s'havia preocupat per les discriminacions que patia el col·lectiu, ni per les conseqüències que podia tenir.
El cas de la Sònia és denunciat com a agressió homòfoba pel FAGC, col·lectiu que es va fer càrrec del cas i que actuava com a acusació popular en el cas, a qui més tard s'hi va sumar la Coordinadora LGTB de Catalunya; l'Ajuntament de Barcelona hi va actuar com a acusació popular. El CTC va assistir al judici, que va finalitzar amb la sentència de 310 anys de presó per als acusats, sentència que més endavant seria rebaixada pel Tribunal Suprem en passar a considerar el delicte d'assassinat a homicidi.

### Internament en presons
El CTC va tractar el cas d'una dona transsexual condemnada a 10 anys de presó per tràfic de drogues. El CTC es va involucrar perquè la transsexual, tot i que tenia aparença femenina, va ser assignada a una presó masculina perquè en el seu DNI constava nom i sexe masculí. El CTC va iniciar una campanya mediàtica per tal de visibilitzar el cas.
Dos factors van ser decisius en aquest cas: la possibilitat d'un intent de suïcidi per part de la noia i la possibilitat d'aïllar-la de la resta de presos homes per assegurar la seva integritat física i moral. En la sentència dictaminada pel jutge, es va tenir en compte la qüestió del gènere i la incapacitat de garantir la seva integritat física i moral. La condemna va ser rebaixada 3 anys en règim obert i aïllada de la resta de presos.
Un altre cas en què es va involucrar el CTC l'any 2007 va ser el de la Tona, una transsexual femenina que feia 6 anys que era en una presó masculina perquè la seva documentació tampoc coincidia amb la seva identitat de gènere. El CTC va ajudar a demanar que se la traslladés a una presó de dones. El que el CTC denunciava a més, en aquest cas, era que l'any 2000 el PSOE va emetre una circular en què s'instruïa perquè qui ingressés a presó ho fes d'acord amb la seva identitat sexual aparent i no per les dades que figuressin en la seva documentació. La circular, però, era amb caràcter de recomanació únicament, per la qual cosa cada comunitat autònoma tenia llibertat per a aplicar-la o no. En el cas de la Tona, la presó de Quatre Camins on va ingressar va ometre la recomanació i la va ingressar en una presó masculina d'acord amb el que deia la seva documentació.
El CTC es va reunir amb els responsables de la presó i va dur a terme una campanya mediàtica per denunciar que a Catalunya no s'aplicava la recomanació de la circular estatal; però, en cap de les dues iniciatives va tenir èxit.

### Llei d'identitat de gènere
Entre les accions del grup al llarg de la seva història, destaca la seva lluita reivindicativa per la creació d'una llei que protegís els drets de les persones transsexuals, la Llei d'identitat de gènere.
La lluita comença l'any 1994, quan el CTC, Transexualia i altres associacions de transsexuals reconeixen la necessitat de reivindicar una llei d'identitat que no exigeixi a les persones transsexuals que se sotmetin a la cirurgia genital. Tot i la reticència d'alguns grups per considerar-la massa avançada per a la societat de l'època, es dona suport a la reivindicació.
L'any 1996, es reuneixen totes les associacions de transsexuals de l'estat espanyol i es planteja la conveniència de crear una federació que inclogui tots els grups existents; l'objectiu de la unió és que les seves reivindicacions tinguin més força.
El 1999, el PSOE presenta un projecte de llei sobre els drets dels transsexuals, la proposició de Llei sobre el dret a la identitat sexual. El projecte proposa concedir la rectificació del registre del nom i sexe a les persones que hagin passat prèviament per la cirurgia de reassignació de sexe, amb l'excepció que no sigui possible realitzar l'operació per raons de salut o edat, i sempre que aquestes persones no hagin contret matrimoni i no hagin tingut fills. D'altra banda, també proposava que es permetés canviar de nom a les persones que no haguessin estat sotmeses a cirurgia, i que no haguessin contret matrimoni ni tinguessin fills, però sense permetre el canvi de la menció de sexe.
El CTC es resisteix a acceptar aquesta llei perquè considera que és discriminatòria i que empitjorarà la situació assolida gràcies a diverses sentències dictades per jutjats de Primera Instància que, superant la jurisprudència del Tribunal Suprem, reconeixien el dret de les persones transsexuals al canvi registral de nom i de sexe sense la necessitat de ser sotmès prèviament a la cirurgia de reassignació de sexe (aquestes sentències eren principalment de casos de transsexuals masculins, el que es va aprofitar per demanar el mateix tracte per les dones transsexuals). El problema d'aquesta llei era que, tot i suposar una millora en els drets de les persones transsexuals, condicionava el dret al canvi registral del nom i el gènere a la reassignació quirúrgica genital, cosa que anava totalment en contra del que reivindicava el CTC en aquells moments, que era donar prioritat al sexe psicosocial per sobre del sexe genital. Des del CTC, es va presentar una altra llei, que no exigia la cirurgia genital. El CTC fa ús en gran part de la revista BTSc per donar veu a la promoció de la seva llei en oposició a la del PSOE.
L'any següent, el 2000, Transexualia, el CTC i la resta de grups com ara la Federación de Asociaciones de Transexuales del Estado Español (FAT), aproven la proposta de llei pròpia, al mateix temps que rebutgen el projecte del PSOE.
L'Any 2002, una organització ideològicament propera al PSOE, la Federación de Gays y Lesbianas FGL, decideix donar suport al projecte socialista creient que és el més convenient per a les persones transsexuals en aquell moment, i cerca el suport a la llei socialista en altres grups transsexuals. El grup passa a anomenar-se FGLT.
Diverses associacions de transsexuals deixen de banda el projecte original dels grups transsexuals per considerar-lo massa avançat i, per tant, més difícil que sigui aprovat, i passen a donar suport a llei del PSOE juntament amb el FGLT. Durant un cert període, el CTC es queda sol en la defensa de la llei recolzada originàriament.
Anglaterra anuncia l'any 2003 que no exigirà la cirurgia genital als transsexuals per reconèixer-los legalment. Es comença a anomenar llei castrant la llei socialista. El mateix any, una dona transsexual és empresonada en una presó masculina. El CTC defensa el cas, reforçant la seva oposició a la llei socialista.
Arran de l'aprovació de la llei anglesa, tots els grups transsexuals s'uneixen el 2004 per exigir una llei transsexual similar a la d'Anglaterra i com la defensada pel CTC des del començament.
El PSOE presenta l'any 2005 un nou projecte de llei inspirada en la llei anglesa, que resulta més avançat.
L'any 2007, s'aprova finalment la Llei de Dret a la identitat de gènere (Llei 3/2007, de 15 de març, reguladora de la rectificació de la menció relativa al sexe de les persones).
Aquesta llei suposa un gran avenç, ja que en alguns aspectes és fins i tot més avançada que el que es demanava des del moviment transsexual. La nova llei permet canviar el nom i el gènere en els documents oficials després de rebre un diagnòstic i tractament mèdic per modificar les característiques sexuals, sense necessitat de reassignació quirúrgica. Tot i que suposa un pas endavant per deslligar la transsexualitat dels genitals, i ajuda a millorar molts problemes de caràcter discriminatori, la nova llei també porta una contrapartida: la patologització de la transsexualitat. En exigir un diagnòstic mèdic per poder portar a terme els canvis registrals, s'identifica la transsexualitat amb una malaltia; cosa que ha portat que l'objectiu principal del moviment transsexual actualment sigui la seva despatologització.

## Últims anys
Després de l'aprovació de la llei l'activitat del col·lectiu disminueix. Apareixen altres col·lectius a Catalunya, com l'ATC-Libertad o Generem!. L'any 2013, les persones més involucrades al CTC, com la secretària i la presidenta, van finalitzar la militància.